# Paracroma
Paracroma là một chi bướm đêm thuộc họ Erebidae.